# الله في السيخية
الله أو الرب أو الإله، هو الإله في الديانة السيخية حيث أن السيخية ديانة توحيدية، ولا تعارض السيخية في تسمية الإله بمختلف اللغات واللهجات وإن كان يرمز له في افتتاحية الكتب السيخية بلقب وليس اسم إيك أونكار والتي تعني (الحقيقة العليا الواحدة)، ويعتبر هذا المصطلح أحد الركائز في الفلسفة السيخية.

## الاعتقاد
يعتقد السيخ أن الله يسود أيضا في كل شيء، وانه يحل في أي شيء، ومن ركائز الإيمان الاساسية في السيخية هي وجود الله، حيث لا يوصف ولا يمكن معرفته معرفة مطلقة، ولا يمكن وإدراكه وفهمه لأي شخص مهما كان ولو كان معلم (غورو).
معلمو السيخ قد وصف الله بطرق عديدة في الترانيم المدرجة في جورو جرانث صاحب، وقد أكدت على وحدانية الإله في جميع الاحيان والأنحاء، يتم وصف الله في مول منتار، في أفتتاحية الجورو جرانث صاحب، والصيغة الأساسية للإيمان:
- بالبنجابية

| ” | ੴ ਸਤਿ ਨਾਮੁ ਕਰਤਾ ਪੁਰਖੁ ਨਿਰਭਉ ਨਿਰਵੈਰੁ ਅਕਾਲ ਮੂਰਤਿ ਅਜੂਨੀ ਸੈਭੰ ਗੁਰ ਪ੍ਰਸਾਦਿ ॥ | “ |

- الترجمة العربية

| ” | الحقيقة العليا الواحدة، هو الحق بالاسم،هو الخالق الأقوى، وهو خالي من الخوف والرغبةوهو الخالد | “ |

## صفاته
فيما يلي بعض الصفات الرئيسية لله التي وردت في كتاب الجورو جرانث صاحب: